# Bohdan Ulihrach
Bohdan Ulihrach (Kolín, 23 de fevereiro de 1975) é um ex-tenista profissional checo.
Bohdan Ulihrach foi finalista do Indian Wells Masters.